# Station Kraličky
Železniční zastávka Kraličky (Nederlands: Spoorweghalte Kraličky) is een station nabij het gehucht Kraličky dat onderdeel is van de Tsjechische gemeente Kralice na Hané. Het station zelf ligt op het grondgebied van het dorp Čechůvky in de gemeente Prostějov. Het station ligt aan spoorlijn 301 (die van Nezamyslice, via Prostějov, naar Olomouc loopt). Het station is onder beheer van de SŽDC en wordt bediend door stoptreinen van de České dráhy.
Nezamyslice ↔ Doloplazy ↔ Pivín ↔ Čelčice ↔ Bedihošť ↔ Prostějov hlavní nádraží ↔ Vrahovice ↔ Kraličky ↔ Vrbátky ↔ Blatec ↔ Kožušany ↔ Nemilany ↔ Olomouc-Nové Sady ↔ Olomouc hlavní nádraží